# Camp del Carrer Indústria
Le Camp del carrer Industria (en castillan : Campo de la calle Industria, en français : terrain de la rue de l'industrie), plus connu comme « La Escopidora » est le premier stade ayant appartenu au FC Barcelone et où son équipe de football joue de 1909 à 1922.

## Histoire
Après dix ans de déménagement d'un terrain à l'autre, le président du FC Barcelone Joan Gamper décide de l'achat d'un terrain pour assurer le développement du club. Le stade est inauguré le 14 mars 1909 et rapidement surnommé La Escopidora pour ses dimensions réduites (91 mètres sur 52).
Il est cependant le premier stade d'Espagne à être illuminé artificiellement, et sa capacité est fixée à 6 000 personnes, avec notamment une tribune de 1 500 places. Des vestiaires et des douches sont également bientôt construits.
Le stade voit le club se développer et recruter des joueurs prestigieux, tels que les attaquants Paulino Alcántara et Josep Samitier  ou le gardien de but Ricardo Zamora.
L'affluence augmente rapidement, dépassant la capacité du stade ; des supporters sont assis à chaque match sur les balustrades, les fesses au-dessus du vide, ce qui donnera naissance au surnom « culés » donné aux supporters, puis par extension aux joueurs, du FC Barcelone.
Lorsque le club quitte ce stade pour le stade Les Corts en 1922, il y a remporté huit titres de champion de Catalogne et cinq coupes du Roi.